# Іванов Микола Максимович
Микола Максимович Іванов (16 березня 1906, Російська імперія — 1994, місто Київ) — український радянський діяч, міністр легкої промисловості Української РСР. Депутат Верховної Ради УРСР 7—8-го скликань. Кандидат у члени ЦК КПУ в 1966—1976 роках.

## Біографія
Трудову діяльність розпочав у 1925 році помічником майстра льоноткацької фабрики міста Кохма (тепер — Івановської області Росії).
Член ВКП(б) з 1926 року.
У 1935 році закінчив Івановський текстильний інститут, здобув спеціальність інженера-технолога.
З 1935 року — заступник начальника та начальник ткацької фабрики; заступник начальника Головного управління льонової промисловості СРСР; начальник військового відділу Народного комісаріату текстильної промисловості СРСР; секретар партійного комітету Міністерства текстильної промисловості СРСР; начальник «Головмосбавовнпрому».
У 1947—1953 роках — заступник міністра текстильної промисловості СРСР.
У 1953—1955 роках — заступник міністра промисловості товарів широкого вжитку СРСР. 
У 1955—1957 роках — заступник міністра легкої промисловості СРСР.
З 1957 до грудня 1960 року — начальник управління легкої промисловості Ради народного господарства (раднаргоспу) Київського економічного адміністративного району.
У грудні 1960 — жовтні 1965 року — начальник Головного управління легкої промисловості Української Ради народного господарства (Українського раднаргоспу).
23 жовтня 1965 — 6 травня 1972 року — міністр легкої промисловості Української РСР.
З 1972 року — на пенсії в Києві.
Помер у січні 1994 року. Похований у Києві на Байковому цвинтарі.

## Нагороди
- два ордени Трудового Червоного Прапора (, 21.03.1966)
- медалі